# Popcornella
Popcornella là một chi nhện trong họ Salticidae.